# Mitjana Industrial Dow Jones
L'índex Mitjana Industrial Dow Jones, també conegut com a Dow Jones Industrial Average (DJIA), Dow-30 o informalment Dow Jones o Dow, és el principal índex borsari creat per Charles Henry Dow, editor del diari The Wall Street Journal durant el segle xix, i cofundador de l'empresa Dow Jones & Company.
És el segon índex més antic dels Estats Units, després de la Mitjana de Transports Dow Jones o Dow Jones Transportation Average, també creada per Dow. Això mesura com s'han comportat les cotitzacions de les 30 majors empreses que cotitzen a la Borsa de Nova York.
Encara que va néixer amb el nom «industrial», el cert és que en l'actualitat no tots els seus components tenen relació amb la indústria pesant, ja que s'hi han incorporat companyies financeres, farmacèutiques i d'informàtica.
Per compensar els efectes de divisions d'accions i altres ajusts, la mitjana és calculada a escala en relació amb la mesura i importància d'una empresa.
L'índex arribà als 10.000 punts per primer cop, tancant amb 10.006,78 el 29 de març de 1999.